# Białe kołnierzyki (serial telewizyjny)
Białe kołnierzyki (ang. White Collar) – amerykański serial telewizyjny produkowany dla stacji telewizyjnej USA Network, który zadebiutował na antenie 23 października 2009 roku. Na chwilę obecną zostało zrealizowanych 5 kompletnych serii, liczących łącznie 75 odcinków, finałowy odcinek 5 serii został wyemitowany 30 stycznia 2014. Dnia 20 marca br stacja USA Network wydała oświadczenie w którym poinformowała o planowanym sezonie 6, który będzie liczył tylko 6 odcinków.
Białe kołnierzyki przedstawiają historię współpracy między niesamowicie uroczym i pomysłowym kanciarzem, Nealem Caffreyem, a agentem FBI, który ścigał go przez lata. Ich niecodzienna współpraca opiera się na pomocy przestępcy w łapaniu innych nieuchwytnych kryminalistów. Początkowo nieufny Peter zdaje sobie sprawę, że Neal kieruje się wnikliwością i intuicją, której nie można znaleźć po stronie prawa.

## Fabuła
Fabuła serialu oparta jest na współpracy niesamowicie inteligentnego i sprytnego fałszerza dzieł sztuki Neal'a Caffreya (Matt Bomer) i wytrwałego agenta FBI Petera Burke (Tim DeKay). Neal, który zawiązawszy układ z FBI (został wcielony do jednostki Burke’a jako konsultant, lecz wciąż pozostaje w areszcie domowym) musi pomagać chwytać ludzi „z branży”, prosi o pomoc Mozziego (Willie Garson). Neal jest wcieleniem uroku i charyzmy, która pomaga mu radzić sobie w życiowych sytuacjach - znalazł sobie bogatą sponsorkę (wdowę po bogatym oszuście) ale i sprytu i przebiegłości. Jego relacja z agentem Burkiem oscyluje na granicach respektu i kpiny. Burke docenia zdolności Caffreya, ale traktuje go z rezerwą - musi go też uchronić przed Kate, kobietą przez którą złodziej uciekł z więzienia.

## Postacie
- Neal Caffrey(inne języki) (Matt Bomer) – czarujący, inteligentny i sprytny złodziej, zmuszony pomagać FBI w najtrudniejszych dochodzeniach
- agent Peter Burke(inne języki) (Tim DeKay) – porządny agent FBI, opiekun Caffreya i jedyna osoba potrafiąca go złapać. Oddany mąż Elizabeth, choć mocno związany ze swoją pracą
- Mozzie(inne języki) (Willie Garson) – przyjaciel Neala, nieocenione źródło informacji o wszystkim i wszystkich (przeszłość kryminalna podobna do przeszłości Caffreya)
- Elizabeth Burke (Tiffani Thiessen) – żona agenta Burke’a, kobieta inteligentna i trzeźwo stąpająca po ziemi. Ma rozwijającą się karierę zawodową, ale zawsze stawia męża na pierwszym miejscu
- Clinton Jones (Sharif Atkins(inne języki)) – agent pracujący z agentem Burkiem
- Diana Berrigan (Marsha Thomason) – agentka pracująca z agentem Burkiem
- June (Diahann Carroll) – bogata wdowa wynajmująca Caffreyowi mieszkanie

## Lista odcinków
| Sezon | Sezon | Odcinki | Data premiery        | Finał          |
| ----- | ----- | ------- | -------------------- | -------------- |
|       | 1     | 14      | 23 października 2009 | 9 marca 2010   |
|       | 2     | 16      | 13 lipca 2010.       | 8 marca 2011   |
|       | 3     | 16      | 7 czerwca 2011       | 28 lutego 2012 |
|       | 4     | 16      | 10 lipca 2012        | 5 marca 2013   |

## Emisja
W USA emitowany na kanale USA Network we wtorkowe wieczory (10/9C). W Polsce serial był nadawany we wtorki (począwszy od 13 września 2011 roku) o godzinie 20.30 na TVP1, jednak po kilku tygodniach anulowano emisję z powodu słabego wyniku oglądalności. Od 4 kwietnia 2013 roku TVP1 ponownie rozpoczęła emisję tego serialu (w czwartki o godz. 22:35).